# La Segunda Manzana de Magdalena
La Segunda Manzana de Magdalena är en ort i Mexiko.   Den ligger i kommunen Actopan och delstaten Hidalgo, i den sydöstra delen av landet, 100 km norr om huvudstaden Mexico City. La Segunda Manzana de Magdalena ligger 2 158 meter över havet och antalet invånare är 119.
Terrängen runt La Segunda Manzana de Magdalena är kuperad åt nordost, men åt sydväst är den platt. Runt La Segunda Manzana de Magdalena är det ganska tätbefolkat, med 166 invånare per kvadratkilometer. Närmaste större samhälle är San Salvador, 13,4 km väster om La Segunda Manzana de Magdalena. I omgivningarna runt La Segunda Manzana de Magdalena växer huvudsakligen savannskog.